# Geraldo Tollens Linck
Geraldo Tollens Linck  (Porto Alegre,1927 – 1998) foi um empresário, filantropo, velejador e autor de livros sobre viagens brasileiro.

## Biografia
Começou a trabalhar ainda jovem, tornando-se empresário no ramo de equipamentos rodoviários e industriais. Foi também um dos divulgadores do plantio da noz pecã. Além de plantar, divulgou os métodos de produção a outros agricultores, utilizando uma agência de publicidade da qual era sócio para preparar material de divulgação[carece de fontes?].
Transformou um espaço de sua empresa em uma sala de aula, criando em 1976 a Escola Técnica Linck, que selecionava jovens carentes das imediações a fim de qualificá-los. A experiência consolidou-se e expandiu-se no país, transformando-se na Fundação Projeto Pescar, que busca suprir a falta de oportunidade no aprendizado profissional para jovens provenientes de famílias de baixa renda.
Teve sua trajetória como esportista ligado ao clube dos Jangadeiros, de Porto Alegre, onde praticava vela na categoria snipe. Posteriormente foi eleito comodoro do clube,. Percorreu a costa do Brasil e parte do Caribe em seu veleiro de cruzeiro, relatando suas impressões numa série de livros.

## Prêmios
Em 2005 o então governador do Rio Grande do Sul, Germano Rigotto, entregou a Medalha Negrinho do Pastoreio in memoriam a Geraldo Tollens Linck.